# Secretaría de Modernización
La Secretaría de Innovación Pública (anteriormente Secretaría de Modernización)es un organismo perteneciente a la Jefatura de Gabinete de Ministros del Poder Ejecutivo Nacional (PEN) de la República Argentina. Es parte sucesora de la Secretaría de Gobierno de Modernización previo Ministerio de Modernización, ya disuelto.

## Nómina de Secretarios
| N.º | Secretario                | Período                                           | Presidente        |
| --- | ------------------------- | ------------------------------------------------- | ----------------- |
| 1   | Andrés Horacio Ibarra     | 5 de septiembre de 2018 - 10 de diciembre de 2019 | Mauricio Macri    |
| 2   | Micaela Sánchez Malcolm   | 10 de diciembre de 2019 - 10 de diciembre de 2023 | Alberto Fernández |
| 3   | Alejandro José Consentino | 19 de diciembre de 2023 - 6 de junio de 2024      | Javier Milei      |
| 4   | Darío Leandro Genua       | 12 de junio de 2024 -                             | Javier Milei      |